# Plymouth Voyager
La Plymouth Voyager es una de las camionetas fabricadas por Chrysler Corporation (que más tarde se llamó Daimler Chrysler AG ) y se vende bajo la marca de Plymouth. Desde 1974-1983 la Voyager era una variante renombrada de la Dodge Sportsman, una camioneta de tamaño completo. En 1984, el nombre de Voyager se aplicó a una de las variantes de Plymouth, de un tipo totalmente nuevo de vehículo lanzado por la Corporación Chrysler. La Plymouth Grand Voyager se introdujo en 1987 como una larga distancia entre ejes (LWB) variante de la minivan Voyager, y se vendió junto a la corta distancia entre ejes (SWB). 
El modelo de Plymouth Voyager se suspendió después del año 2000, cuando Daimler Chrysler AG eligió a toda la división de Plymouth y transfirió la Voyager a la marca de Chrysler. La Voyager fue vendida como la Chrysler Voyager en 2001-2003 y como una variante BS de la Chrysler Town & Country entre 2004-2007, mientras que la Grand Voyager en la actualidad es el LWB (larga distancia entre ejes) de la Chrysler Town & Country. 
Junto con sus variantes minivans de Chrysler (Dodge Caravan, etc) se ha clasificado como uno de los 13 automóviles más vendidos en todo el mundo, con más de 12 millones de unidades vendidas.

## Primera generación
En 1984, el nombre de Voyager se aplicó a la variante de Plymouth, de todas las nuevas minivanes de Chrysler. Esta Voyager utiliza la plataforma S de Chrysler, que fue derivada de la plataforma K (que utilizan el Plymouth Reliant y Dodge Aries). Además de utilizar una plataforma derivada, la Voyager  compartió muchos componentes con los K-coches, sobre todo en los materiales interiores. Los instrumentos del reliant clúster, y mandos del salpicadero, fueron usados para facilitar el ingreso de la Voyager, le dio un ambiente mucho más confortable que los coches, como en comparación con las tradicionales camionetas de tamaño completo. La Voyager estaba a Car and Driver la revista como una de las Diez Mejores para 1985.

## Segunda generación
La Plymouth Voyager fue rediseñada ampliamente para el año 1991, la chapa nueva con las esquinas redondas le dio un paso más "aerodinámico" en la apariencia de estilo. La plataforma S la sigue utilizando, aunque con el nombre de "plataforma AS".

## Tercera generación
En 1996 la Plymouth Voyager fue completamente rediseñada desde cero. Atrás quedaban los autos de la base K y la arquitectura, reemplazados por otros más modernos componentes y la aclamada Chrysler habitáculo de avanzado diseño. La tercera generación rediseño la plataforma de Chrysler NS e incluyó un lado del conductor con puertas corredizas, una minivan en primer lugar.

## Chrysler Voyager
Para la cuarta generación de la minivan en 2001, la Voyager fue rebautizada como la Chrysler Voyager en los EE. UU. Fue ofrecida en la corta distancia entre ejes solamente. La Voyager pasó a llamarse Town & Country para el año 2004, por lo que era a la vez una minivan con distancia entre ejes corta y larga que se vende bajo ese nombre.